# Bienestarismo
En su sentido más general, el bienestarismo es una teoría sobre lo que tiene valor o lo que importa. Puede definirse como la visión de que el bienestar es lo único que tiene valor intrínseco. Los bienestaristas puros sostienen que este valor está directamente determinado por los grados individuales de bienestar de cada entidad. Los bienestaristas impuros, por otro lado, incluyen otros factores relacionados con el bienestar, como si el bienestar se distribuye equitativamente entre las entidades sintientes. Algunos autores entienden el bienestarismo en un sentido más específico: no solo como una teoría del valor, sino también como una teoría moral. Desde este punto de vista, lo que uno debe hacer está determinado en última instancia por consideraciones de bienestar. En este sentido, suele verse como un tipo de consecuencialismo y puede tomar la forma del utilitarismo, en el que la acción, política o regla correcta es la que conduce a la máxima cantidad de bienestar.
Es importante para varias discusiones y argumentos sobre el bienestarismo cómo se entiende la naturaleza del bienestar. El bienestar se refiere a lo que es bueno para alguien o lo que hace que valga la pena vivir. Los hedonistas tratan de dar una explicación más sustancial del bienestar al sostener que todas y solo las experiencias de placer y dolor constituyen el bienestar de alguien. Este punto de vista es rechazado por los teóricos del deseo, que equiparan el bienestar con el cumplimiento del deseo. Las teorías de listas objetivas, por otro lado, también incluyen factores objetivos o independientes de la mente como constituyentes del bienestar.
En la literatura académica se encuentran diversos argumentos a favor y en contra del bienestarismo. Los argumentos a favor suelen centrarse en intuiciones generales sobre la importancia del bienestar con respecto a la mayoría de los juicios evaluativos. Los críticos del bienestarismo suelen concentrarse en contraejemplos específicos en los que estas intuiciones generales parecen fallar. Estos incluyen casos de placeres maliciosos, el valor de la belleza y el arte, y la llamada "conclusión repugnante". Algunas objeciones se dirigen específicamente al bienestarismo puro, pero el bienestarismo impuro las evita. El bienestarismo ha sido influyente en el derecho y la economía.

## Como teoría del valor
Entendido como una teoría del valor, el bienestarismo se ocupa de qué cosas tienen valor. Trata de proporcionar un marco general para responder a preguntas como si una determinada cosa es buena o cuál de dos alternativas es mejor. Expresado en términos de mundos posibles, sostiene que "el valor relativo de los mundos posibles está totalmente determinado por cómo les va a los individuos". Expresado en términos de una función, el bienestarismo es la tesis de que "la bondad relativa de los estados de cosas alternativos se basa exclusivamente en las respectivas colecciones de utilidades individuales de estos estados de cosas y debe considerarse como una función creciente de ellos". El valor en cuestión suele entenderse como un cierto tipo de valor: valor intrínseco o lo que es bueno en sí mismo. Se contrasta con el valor extrínseco, que pertenece a las cosas que son útiles como un medio para otra cosa. En este sentido, el bienestarismo es la visión de que el bienestar es lo único que tiene valor intrínseco. Esto puede articularse afirmando que el valor de los resultados solo depende, en última instancia, de los beneficios de cada uno de los afectados. El bienestarismo implica que dos resultados cualesquiera que son idénticos en términos de bienestar tienen el mismo valor, sin importar cuánto difieran en otros aspectos. El bienestar en cuestión suele entenderse en su sentido más amplio, es decir, como el bienestar no solo de los humanos, sino de cualquier ser sintiente.
Dentro del bienestarismo, hay desacuerdos sobre la forma exacta en que el bienestar determina el valor. Entre las diferentes formulaciones del bienestarismo, es posible distinguir entre versiones puras e impuras. El bienestarismo puro (pure welfarism) sostiene que el valor de un mundo posible solo depende de los grados individuales de bienestar de las diferentes entidades en él. Los utilitaristas, por ejemplo, se centran en la suma total del bienestar de todos y sostienen que una acción es correcta si maximiza esta suma total. El bienestarismo impuro (impure welfarism), por otro lado, también involucra otros factores relacionados con el bienestar. Estos factores pueden incluir si el bienestar se distribuye equitativamente entre las entidades y la medida en que las entidades merecen el nivel de bienestar que tienen.
Una de las formas menos controvertidas de bienestarismo se llama Paretianismo fraco. Sostiene que un estado es mejor que otro si es mejor para todos los involucrados, es decir, si el bienestar de todos es mayor en el primer estado. Pero este principio no se aplica a casos en los que se trata de una compensación, es decir, cuando el bienestar de algunos aumenta mientras que el de otros disminuye. Los igualitaristas, por otro lado, argumentan que lo más importante es aumentar el bienestar de aquellos que en general están en condiciones peores. Esta idea puede ser captada por un enfoque prioritarista que tiene en cuenta el bienestar de todos, pero que da mayor peso al bienestar de aquellos que están en condiciones peores. Un argumento contra este tipo de enfoque es que se aleja de la intuición original que impulsa el bienestarismo: que el bienestar es lo único intrínsecamente valioso. Pero la igualdad es una relación entre entidades y no es intrínseca a ninguna de ellas. Un requisito importante generalmente asociado con las teorías bienestaristas es que deben ser neutrales con respecto a los agentes (agent-neutral). Según la neutralidad agencial, no debe importar a quién pertenece el bienestar, sino solo que sea mayor o mejor distribuido en general.
El bienestarismo como teoría del valor puede interpretarse como un compromiso teórico del utilitarismo junto con el consecuencialismo.  El consecuencialismo es la teoría de que solo los actos que conducen al mejor resultado global posible son moralmente requeridos o permisibles. El consecuencialismo por sí solo deja abierto cómo evaluar cuál de dos posibles resultados es mejor. Pero este tema es abordado por el bienestarismo. Combinados, constituyen el utilitarismo, es decir, la opinión de que se debe actuar de manera que se produzca "la mayor cantidad de bien para el mayor número".

## Como teoría moral
Algunos autores consideran que el bienestarismo incluye la tesis ética de que la moralidad depende fundamentalmente del bienestar de los individuos. En este sentido, el bienestarismo suele considerarse una forma de consecuencialismo, que sostiene que las acciones, políticas o reglas deben evaluarse sobre la base de sus consecuencias.  Pero a veces también se define en un sentido más general como un conjunto de tres tesis: que el bienestar individual existe, que tiene importancia moral y que nada más tiene importancia moral.
Es comúnmente aceptado por muchas teorías éticas que las consideraciones de bienestar desempeñan un papel importante para cómo se debe actuar. Por ejemplo, al aprender que una alternativa es mejor en términos de bienestar que otra, el agente generalmente tiene una razón para actuar de tal manera que se produzca la primera alternativa en lugar de la segunda. Pero el bienestarismo, en su sentido ético, va más allá de este acuerdo de sentido común al sostener que, en última instancia, el bienestar es lo único que importa en cuanto a lo que se debe hacer. Esto implica no solo determinar lo que es mejor, sino que también incluye el factor de lo que está en el poder del agente para hacer, es decir, qué acciones posibles están disponibles para el agente.

## Naturaleza del bienestar
La cuestión de la naturaleza del bienestar es en el centro de muchos debates sobre el bienestarismo. En numerosos casos, depende de la concepción del bienestar si un cierto argumento a favor o en contra del bienestarismo tiene éxito. En su sentido más general, el bienestar se refiere a lo que es bueno para alguien o lo que hace que valga la pena vivir. Normalmente, se considera que esto implica un componente subjetivo, es decir, que el bienestar siempre pertenece a un individuo y se expresa por cómo se siente este individuo. A pesar de la caracterización común en términos positivos, el bienestar se entiende normalmente como algo que ocurre en grados que también pueden ser negativos.  El término "bienestar" suele utilizarse como sinónimo de otros términos como bien personal, estar en el interés del agente, valor prudencial, eudaimonia y utilidad. En general, se acepta que solo los seres sintientes son capaces de bienestar.
Las teorías del bienestar tratan de dar una explicación más sustancial de lo que constituye el bienestar además de las características generales mencionadas. Estas teorías pueden dividirse a grandes rasgos en teorías hedonistas, teorías del deseo y teorías de listas objetivas. Los hedonistas sostienen que todas y solo las experiencias de placer y dolor constituyen el bienestar de alguien. En este contexto, el placer y el dolor se entienden en el sentido más amplio, es decir, como todo aquello que se siente bien o mal. Los casos paradigmáticos son las experiencias sensoriales asociadas, por ejemplo, al sexo o la lesión. Pero también incluye otro tipo de experiencias, como la alegría intelectual al comprender una nueva teoría o como sufrir una crisis existencial.
Según las teorías del deseo, el bienestar consiste en el cumplimiento de deseos o en conseguir lo que uno quiere. En muchos casos concretos, los hedonistas y los teóricos del deseo están de acuerdo, ya que el cumplimiento de deseos y el placer suelen ir de la mano: conseguir lo que uno quiere tiende a ser placentero, al igual que no conseguirlo tiende a ser desagradable. Pero hay algunas excepciones en las que los dos se separan. Este es el caso, por ejemplo, cuando el agente no sabe que uno de sus deseos ya se ha cumplido. Otro contraejemplo se debe a los malos deseos, cuyo cumplimiento tendría consecuencias terribles para el agente. Para evitar estos contraejemplos, algunas teorías del deseo se centran no en lo que el agente realmente quiere, sino en lo que el agente querría si estuviera bien informado.
Las teorías de listas objetivas contrastan con el hedonismo y las teorías del deseo porque incluyen factores objetivos que son independientes de los estados mentales del agente. Tales factores pueden incluir la amistad, tener virtudes o perfeccionar la naturaleza humana. Las objeciones a las teorías de listas objetivas a menudo se centran en la plausibilidad de la afirmación de que los factores independientes del sujeto pueden determinar el bienestar de una persona, incluso si la persona no se preocupa por estos factores. Por ejemplo, es cuestionable si tener amigos mejoraría el bienestar de alguien a quien no le importa la amistad.

## Argumentos a favor y en contra
En la literatura académica se han presentado varios argumentos a favor y en contra del bienestarismo. Estos argumentos a veces se dirigen específicamente al propio bienestarismo. Pero a menudo surgen dentro de discusiones de otras teorías, como el utilitarismo o el hedonismo, y se dirigen al bienestarismo solo implícitamente al afectar los aspectos bienestaristas de estas teorías.

### A favor
Un argumento comúnmente citado a favor del bienestarismo es que nada sería bueno o malo en un mundo sin seres sintientes. Por lo tanto, no importaría si un mundo así tuviera agua limpia, calentamiento global o desastres naturales. La razón de esto es que, según el bienestarismo, no habría bienestar positivo ni negativo: nada importaría porque nada tendría un impacto en el bienestar de nadie. Otro argumento es que muchas de las cosas comúnmente consideradas valiosas tienen un impacto positivo en el bienestar de alguien. En este sentido, la salud y la prosperidad económica son valiosas porque tienden a aumentar el bienestar general. Por otro lado, muchas cosas consideradas malas, como enfermedad o ignorancia, tienden a tener un impacto negativo en el bienestar, ya sea directa o indirectamente. También hay varios argumentos indirectos a favor del bienestarismo en forma de críticas a los competidores teóricos del bienestarismo. A veces se afirma que algunos de ellos no logran establecer correctamente la distinción entre lo que es valioso de alguna manera y lo que es valioso en última instancia, o que no tienen en cuenta todas las consecuencias.

### En contra
Un argumento importante contra el bienestarismo se refiere al valor del placer. Existe un amplio acuerdo entre los bienestaristas de que el placer es el único o al menos uno de los componentes centrales del bienestar. El problema surge debido al hecho de que no todos los placeres parecen ser igualmente valiosos. Tradicionalmente, este debate se centró en la diferencia entre placeres inferiores y superiores. John Stuart Mill, por ejemplo, sostiene que los placeres inferiores del cuerpo son menos valiosos que los placeres superiores de la mente. Según este punto de vista, el placer que uno siente al estudiar una teoría filosófica es más valioso que el que siente al comer en su restaurante favorito, incluso si los grados de estos dos placeres sean iguales. Si es verdad, esto constituiría una objeción importante al bienestarismo puro, ya que apunta a una brecha entre el grado de bienestar y el valor. Pero este problema puede ser evitado por el bienestarismo impuro. En el debate contemporáneo, se ha sugerido que algunas formas de placer incluso tienen un valor negativo, por ejemplo, placeres maliciosos como schadenfreude. Tales ejemplos plantean problemas aún más serios para el bienestarismo, ya que el placer parece ser bueno para el agente y, por lo tanto, constituye bienestar, aunque al mismo tiempo tiene un valor negativo. Una respuesta a este tipo de contraejemplo es sostener que los placeres maliciosos tienen un valor positivo y argumentar que el elemento negativo no se refiere al valor simpliciter de la experiencia de placer en sí, sino al valor moral del carácter de la persona.
Otro tipo de objeción se centra en el valor de la belleza. En este sentido, se ha afirmado que las cosas bellas poseen un valor que es independiente del bienestar de cualquier persona. G. E. Moore, por ejemplo, sostiene que un mundo es mejor si es bello que si es feo, incluso si no contiene ningún ser sintiente. Pero no todos comparten la intuición de Moore con respecto a este ejemplo. En este sentido, se ha argumentado que el valor de la belleza no reside en el objeto bello por sí mismo, sino en la experiencia positiva del mismo. Un argumento similar contra el bienestarismo se debe a Susan Wolf, quien afirma que no se puede explicar el valor de las grandes obras de arte centrándose solo en el bienestar que causan. Ben Bramble se ha opuesto a esta línea de argumentación al señalar que las grandes obras de arte pueden causar bienestar de varias formas. Estas formas no solo se limitan al placer que uno siente al percibirlas, sino que incluyen otros componentes, como la motivación para descubrir obras de arte similares o para compartir la experiencia con amigos.
Un problema más surge al comparar alternativas en las que el bienestar relevante no pertenece a las mismas personas en ambas alternativas sino a personas diferentes. Este es el caso, por ejemplo, al decidir si sería mejor para las generaciones futuras tener un número bajo de personas, cada una con un bienestar muy alto, en contraste con un número alto de personas, cada una con un bienestar ligeramente positivo. Según una perspectiva, lo que cuenta es el bienestar total. Desde este punto de vista, tener un número suficiente de personas con un bienestar ligeramente positivo sería mejor que tener pocas personas con un bienestar muy alto. Este punto de vista ha sido rechazado por Derek Parfit, lo denominó la "conclusión repugnante". Otra solución sostiene que lo que importa no es el bienestar total, sino el bienestar promedio. Desde este punto de vista, la alternativa de pocas personas con un bienestar muy alto sería preferible.
Una línea de argumentación diferente sugiere que el bienestarismo es falso, ya que, en sentido estricto, no hay bienestar. La idea subyacente de esta tesis es que el bienestar es lo que es bueno para alguien. Basándose en esta definición, G. E. Moore sostiene que no hay bienestar, ya que la bondad no puede restringirse a una persona en este sentido, es decir, hay bien o mal en un sentido absoluto, pero no hay bien o mal para alguien.
Otra crítica, dirigida específicamente al bienestarismo puro, se basa en la intuición común de que las personas moralmente buenas merecen un alto grado de bienestar, pero las personas moralmente malas no. En este sentido, el bienestar de las personas moralmente malas sería menos valioso o incluso tendría un valor negativo. Immanuel Kant expresa una idea similar al afirmar que el bien supremo es "virtud y felicidad juntas … en una persona". Este punto también es enfatizado por W. D. Ross, quien sostiene que la "justicia", definida como la felicidad en proporción al mérito, es intrínsecamente valiosa. Los bienestaristas impuros pueden acomodar esta intuición sosteniendo que el bienestar de las personas moralmente malas tiene menos valor. Pero este ajuste no está disponible para el bienestarismo puro.
Otra objeción que concierne al bienestarismo puro en particular se debe a la impresión común de que es más importante aumentar el bienestar de aquellos que están en peores condiciones. Así, ante la pregunta de si aumentar el bienestar de una persona feliz o de una persona infeliz, uno debería beneficiar a la persona infeliz. Esta intuición parece basarse en la idea de que lo que importa no es solo un alto bienestar total, como sugiere el bienestarismo puro, sino también una distribución equitativa. Una forma de explicar la intuición inicial es formular el problema no en términos de bienestar sino en términos de recursos. En este sentido, dar cien dólares a una persona pobre sería mejor que dárselos a una persona rica. Esto puede explicarse por el bienestarismo puro, ya que la misma cantidad de recursos significaría más para la persona pobre y, por lo tanto, tendría un mayor impacto en su bienestar.

## En la economía
El bienestarismo o la ética del bienestar se puede entender como una reciente ideología política-económica de origen filosófico, sustentada en las tesis del pensamiento económico de Bentham. Mediante el estudio programado y la aplicabilidad efectiva de un criterio de bienestar y utilidad, se podrá lograr una política social que conjugue y aglomere lo mejor de las teorías económicas capitalista, socialistas y nacionalista a fin de obtener resultados óptimos en la calidad de vida de los ciudadanos. Para ello se puede aplicar un método de medición objetiva que intente medir el mayor número de necesidades y no de beneficios, en un sistema de gobierno cuya política está orientada a la consolidación de las preferencias dominantes de una comuna, poblado, región o país, asumiendo criterios coordinados de corresponsabilidad social. El bienestarismo consiste en la evaluación de los estados sociales atendiendo al bienestar, la satisfacción o la obtención de aquello que las personas o miembros de un colectivo necesiten.